# Oiseau solaire et Oiseau lunaire
Oiseau solaire et Oiseau lunaire sont un ensemble de quatre statues réalisées entre 1966 et 1968 par Joan Miró dans son grand atelier de Palma de Majorque. Le groupe de statues est divisé en deux groupes : deux statues de marbre et deux statues de bronze. Chaque groupe possède un Oiseau solaire et un Oiseau lunaire.

## Contexte
L’Oiseau solaire  et l’Oiseau lunaire sont deux sculptures en bronze de Joan Miró réalisées en 1966 et 1967. Elles précèdent leur équivalent en marbre. L'ensemble des quatre statues sont dans le style monumental, qu'il exécutera l'année suivante pour les jardins de la fondation Maeght (Oiseau solaire|Oiseau lunaire (marbre)). Il en constituent la première étape. « Nous imaginerions plutôt une certaine opposition entre Miró et le bronze Une emphase aussi solennelle ne paraît pas s'accorder avec l'histoire plus humble des objets trouvés qui se situent au départ de l’œuvre sculptée de l'artiste. Mais pour Miró, l'usage du bronze n'a rien de si solennel : fils d'artisan, il le travaille en artisan. »

## Description
Font partie du nouveau réalisme.

### Bronzes
De tailles inégales (l'oiseau solaire est plus petit que l'oiseau lunaire) ces sculptures représentent des formes animalières fantastiques et cornues. « Au départ, nous nous égarions parmi ces formes, elles nous semblaient absurdes, mais très vite, nous les avons trouvées naturelles, vivantes, presque quotidiennes. »
« Les oiseaux ne figurent en rien l'oiseau en vol ou susceptible de vol. Ce sont encore des figures à mi-chemin entre l'homme et un être plus svelte. Sortes de créatures androgynes, où les courbes flexibles et les jaillissements rigides s'épousent harmonieusement et étroitement »
Le bronze de l'Oiseau lunaire sied depuis 1975 dans le square de la rue Blomet, ancien lieu de l'atelier de Miró, et qui fut rebaptisé « square de l'Oiseau lunaire » en 2008.

### Marbres
Ces deux sculptures possèdent, selon David Sylvester : « une charge onirique extrême. Sous quelque angle qu'on les regarde, on peut voir un éléphant qui charge, un phoque, un bateau, un cheval, une moto une tortue qui nage, une bête de somme etc. ». Avec ses paires de cornes phalliques, l’oiseau solaire pourrait appartenir au troisième sexe humain que le monde semble aspirer à découvrir.
L’oiseau lunaire surgit avec sa libido effrénée et s'élève au-dessus du genre humain. Vu de plus près, la figure peut représenter une matrone. Juché sur cette femme, on serait comme un bébé sur le dos d'une mère paysanne.
La critique s'accorde à dire qu'il y a quelque chose d'androgyne dans ces figures dotées de mamelles, de phallus et de cornes, et elle conclut qu'il ne vaut mieux pas trop s'attarder sur les détails de ces étranges figures qui nous deviennent assez rapidement familières.